# 周传儒

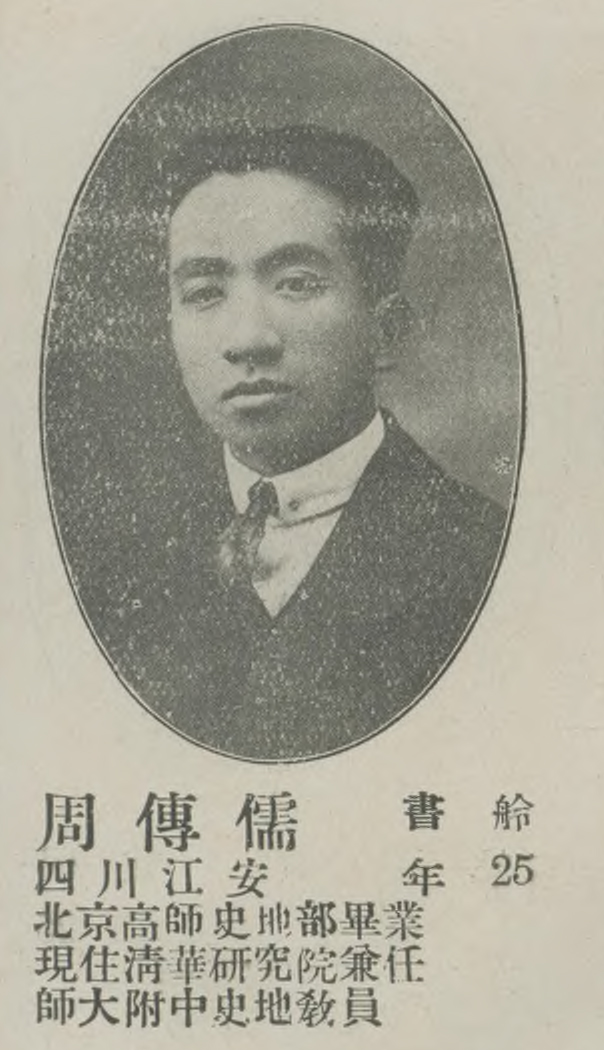

周传儒（1900年—1988年），别名书舲，男，四川江安人，中国历史学家，曾任中国史学会理事。